# Миссионерский факультет ПСТГУ
Миссионе́рский факульте́т (первоначально миссионерско-катехизаторский факультет) — факультет Православного Свято-Тихоновского гуманитарного университета, существовавший в 1992—2017 годах. Готовил миссионеров, научных работников, лекторов, преподавателей богословских дисциплин и законоучителей Русской православной церкви. Наряду с богословским факультетом являлся старейшим факультетом ПСТГУ.
Миссионерский факультет ставил главной задачей подготовку специалистов для духовной работы с людьми разного возраста и социального положения. Студенты и преподаватели факультета регулярно участвовали в миссионерских экспедициях по Центральной России, в Архангельской области и других регионах.

## История

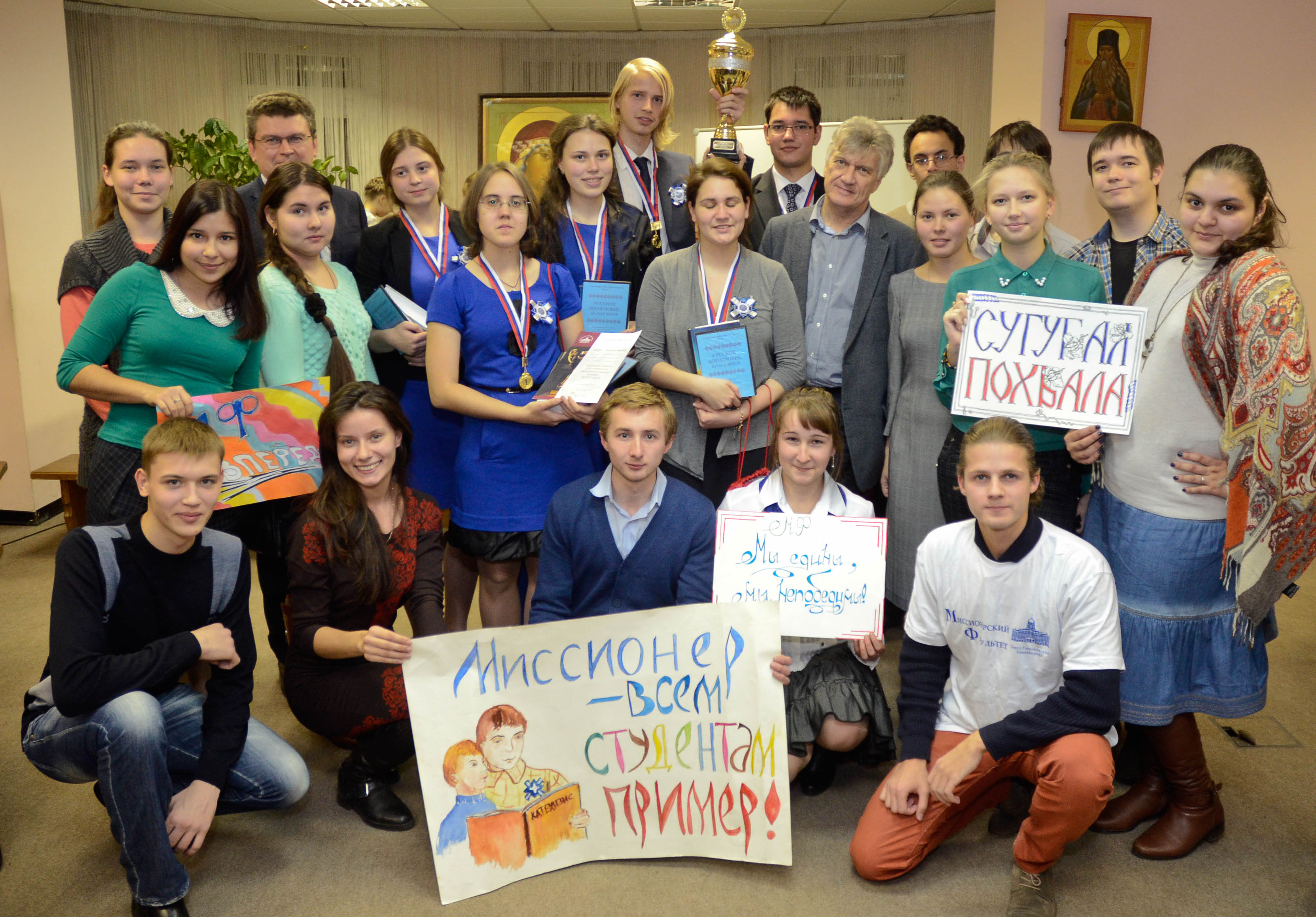
Команда Миссионерского факультета ПСТГУ, выигравшая XI Открытый интеллектуальный турнир ПСТГУ и её болельщики. 2014 год

Миссионерский факультет вёл свою историю с осени 1992 года, когда миссионерско-катехизаторские богословские курсы протоиерея Глеба Каледы по благословению Патриарха Московского и всея Руси Алексия II были преобразованы в Православный Свято-Тихоновский Богословский Институт.
По словам декана Миссионерского факультета протоиерея Николая Соколова:

Первые слушатели наших лекций были воистину подвижники, так как многие из них сели за парту в возрасте пятидесяти-шестидесяти лет, имея за плечами звание докторов, кандидатов наук, членов корреспондентов! Когда пришло время мне принимать у них экзамены, они сказали мне, что с большим удовольствием слушали лекции, но им очень трудно сдавать экзамен, несмотря на то, что сами обладают учёной степенью.

Первые выпуски были самыми яркими, так как состояли из тех слушателей, которые пришли не случайно, их привела истинная вера и желание служить Церкви в тот непростой период.
Первоочередной задачей Миссионерского факультета являлась подготовка специалистов для духовной работы с людьми разного возраста, социального положения и духовного уровня.
Факультет готовил миссионеров, научных работников, лекторов, преподавателей богословских дисциплин и законоучителей Русской Православной Церкви.

Цель православной миссии не отрицательная, а положительная, не свидетельство против, а свидетельство за, не рассказ о подлости сектантов, а рассказ о красоте Православия. Показать красоту Православия — подлинная, первая и главная задача Миссионерского факультета ПСТГУ— А. Б. Ефимов, заместитель декана миссионерского факультета Православного Свято-Тихоновского гуманитарного университета
2 сентября 2010 года состоялось освящение нового учебного корпуса Православного Свято-Тихоновского гуманитарного университета по адресу ул. Иловайская, д. 9, после чего миссионерский факультет переместился туда.

## Кафедры факультета
- Кафедра миссиологии (доктор физ.-мат.наук, профессор Андрей Борисович Ефимов)
- Кафедра религиоведения (доктор физ.-мат.наук, профессор Юрий Трофимович Лисица)
- Кафедра культурологии (д.ф.н., проф. Александр Львович Доброхотов)
- Кафедра туризма (к.п.н., профессор Алексей Иванович Ткалич)
- Кафедра социальной работы (к. и. н., доцент Зальцман Татьяна Валерьевна)

## Миссионерская деятельность
Факультетом разработан курс по основам нравственности для заключённых исправительно-трудовых учреждений, утверждённый уголовно-исполнительными органами. После прохождения круса заключённым выдается свидетельство о полученном образовании. Постоянное число обучающихся составляет около восьми тысяч заключённых. Примечательно, что ряд бывших заключённых, получивших в колонии первые духовные уроки и освободившихся из заключения, сами стали студентами миссионерско факультета. Студенты факультета осуществляют поездки с миссионерскими целями в воинские части расположенные в 7-ю и 76-ю гвардейские десантно-штурмовые дивизии ВДВ, вместе со священнослужителями Анадырской и Чукотской епархии впервые в её истории отправились в длительную миссионерскую поездку на катере по труднодоступным национальным селам Дальневосточного региона. В Архангельской и Холмогорской епархии студентами факультета, проводились экскурсии паломников по территории Соловецкого монастыря, а также работы по реставрации его фасадов зданий и крепостных стен. В июле 2010 года четверо студентов миссионерского факультета участвовали в экспедиции по Хакасии, инициатором и организатором которой стал глава миссионерского отдела Абакано-Кызылской епархии священник Александр Ильин. По словам декана факультета, протоиерея Николая Соколова, группа миссионеров факультета в Якутии оказывалась в таких отдаленных местах, где люди по 40-50 или даже по 100 лет не видели священнослужителей.
Заместитель декана по научной работе, заведующий кафедрой истории миссий, профессор Андрей Борисович Ефимов отметил, что миссионерская работа в Интернете ведётся давно, но её нужно развивать:

Культуре общения в тех же социальных сетях, блогах также есть смысл поучиться, чтобы не терять духовный, православный по духу настрой при общении c теми, кто относится к вере и Церкви неприязненно. С одной стороны не пренебрегать никем в диалоге, с другой стороны — не опускаться до вульгарных склок.
До революции православных периодических изданий было около четырехсот. Сейчас — в три раза больше. Некоторые такие газеты и журналы вполне соответствуют современному уровню общения и нисколько не уступают светским СМИ по уровню профессионализма. То есть накоплен огромный опыт православного общения, в том числе в регионах, в городах и на приходах. Этот опыт нуждается в том, чтобы его изучили, взяли добрый пример, показать, как можно следовать этим добрым примерам.
— А. Б. Ефимов
В 2009 году от предстоятеля Православной церкви в Америке, Митрополита всея Америки и Канады Ионы факультету поступило приглашение заняться миссионерской работой за океаном и приобщить к православию индейцев майя.
В 2013 году состоялась научно-миссионерская экспедиция «Гиперборея» на заполярный Урал. Работы проводились в стойбищах оленеводов и рыбаков, ненцев и коми, по реке Кара и в пос. Усть-Кара.
В 2014 году летом стартует второй тур миссионерской экспедиции «Гиперборея» на север Ненецкого АО Архангельской обл. (Югорский п-о) и остров Вайгач.

## Кафедра религиоведения
Константин Антонов:

Отделения или центры религиоведения в светских университетах связаны либо с философией (как в МГУ), либо с историей и социологией религии (как в РГГУ). Наша особенность в тесной связи религиоведения с православным богословием. Уникальность таких специалистов в том, что, с одной стороны, как и религиоведы из МГУ, РГГУ и других светский вузов, они ориентируются в истории религий, а с другой — как и выпускники семинарий и духовных академий, знают теоретическую и практическую сторону богословия. Мы не развиваем специальное православное религиоведение, но мы готовим религиоведов, которые были бы православными церковными людьми, хорошо разбирались бы и теоретически, и практически в православном богословии и ситуации в Русской Церкви. В этом случае наши выпускники смогут выступать как связующее звено между светским религиоведческим сообществом, Церковью, общественными организациями и госструктурами. Надеюсь, наши выпускники, взяв все лучшее из светской и церковной систем образования, помогут преодолеть 20-летнюю конфронтацию богословов и религиоведов.

## Общественная деятельность
Студенты факультета вместе с диаконом Андреем Кураевым пикетировали спектакль «Здравствуй, Анастасия» санкт-петербургского театра «Встреча», проходившего в Южно-Сахалинске в 2005 году.
В 2007 году, старший преподаватель курса биомедицинской этики Миссионерского факультета, диакон Михаил Першин, в ходе интервью газете «Комсомольская правда» выступил резко против экспериментов по клонированию человека. В 2010 году, впервые в спортивной истории, национальную сборную России на Олимпиаде-2010 в Ванкувере, сопровождал декан факультета, протоиерей Николай Соколов.

## Научно-издательская деятельность

Альманах «Призвание»

Совместно с журналом «Фома», миссионерский факультет ПСТГУ издаёт студенческий альманах «Призвание». Тексты журнала доступны также в сети Интернет, где размещаются на портале «Православие и мир». Следует заметить что это третье печатное издание, материалы которого публикуются на портале «Православие и мир». Ранее стали доступны публикации журнала «Нескучный сад» и «Журнала Московской Патриархии».
Руководство, научные сотрудники и студенты факультета принимают активное участие в научно-практических мероприятиях. Так, 25 января 2008 года в МГУ им. Ломоносова состоялся круглый стол на тему «Современные миссионерские стратегии», на котором декан факультета протоиерей Николай Соколов зачитал доклад, призвав молодых миссионеров более активно интересоваться жизнью паствы, узнавать об их проблемах.
Факультетом был издан ряд научно-исследовательских работ по российской истории, среди которых можно выделить:
- Ефимов А. Б., Ковальская Е. Ю., Православный Свято-Тихоновский гуманитарный университет. Миссионерский факультет. Великая княгиня Елисавета Феодоровна и император Николай II. — СПб.: Алетейя, 2009. — 845 с. — (Историческая книга). — ISBN 5-9141-9262-5.

## Деятельность кафедры сектоведения
Отдельного упоминания заслуживает деятельность кафедры сектоведения. При участии кафедры сектоведения проводятся широко освещаемые в прессе международные научно-практические съезды и конференции, по материалам которых издаются соответствующие научные сборники, например: «Тоталитарные секты — угроза XXI века» (Димитровград, 23—25 апреля 2001 года), «Нравственность и религия» (Пенза, 27—28 апреля 2004 года), «Правовое государство и тоталитарные секты» (Калуга, 2 апреля 2008 года), «Актуальные проблемы изучения новых религиозных движений и сект» (Рязань, 5 декабря 2008 года). Деятельность кафедры и её руководителя, профессора Александра Леонидовича Дворкина широко освещается в прессе и литературно-художественных, научно-публицистических и церковных изданиях, например в журналах: «Юность», «Знамя», «Религия и право», Санкт-Петербургских епархиальных ведомостях, Журнале Московской патриархии, Рязанском церковном вестнике и других. При участии кафедры сектоведения 3 апреля 2003 года, по каналу НТВ показали телепередачу «Очная ставка» про христиан-пятидесятников вызвавшую противоречивые оценки. Их обвинили в совершении ритуальных убийств, зомбировании верующих, разрушении семей. Кафедра предоставляла материалы для статьи в «Комсомольской правде», в которой разоблачаются наиболее распространённые, а также малоизвестные приёмы и способы изымания сектантами денег из населения, изобличаются ряд религиозных организаций, в частности: «Свидетели Иеговы», неопятидесятники, кришнаиты, сайентологи, мормоны, муниты, и даются практические рекомендации противодействия сектантству. Кроме того, кафедра сектоведения выпускала православный информационно-просветительский журнал «Прозрение».

## Реформирование образовательной инфраструктуры для подготовки миссионеров в ПСТГУ
22 апреля 2015 года митрополит Арсений (Епифанов) сообщал, что «Миссионерский факультет Православного Свято-Тихоновского гуманитарного университета испытывает острую нехватку абитуриентов», в связи с чем просил «рекомендовать к размещению информационный листок (прилагается) о данном факультете на сайтах и информационных стендах приходов»
26 сентября 2017 года на сайте ПСТГУ появилось официальное заявление «в связи с появившимися в социальных сетях сообщениями о закрытии миссионерского факультета ПСТГУ», в котором отмечалось:

Вопрос о реорганизации миссионерского факультета ПСТГУ обсуждался давно. С этой целью Святейшим Патриархом Московским и всея Руси Кириллом была создана комиссия под руководством преосвященного Пантелеимона, епископа Орехово-Зуевского. В Комиссию входили ректор и проректоры ПСТГУ, декан миссионерского факультета и его заместители. 
 
Комиссия в течение двух лет анализировала работу факультета, текущее положение дел, концепцию миссионерской деятельности; затем вопрос был обсужден на Ученом совете ПСТГУ. Сформулированные предложения были направлены Святейшему Патриарху Кириллу.
Святейший Патриарх Московский и всея Руси Кирилл в своей резолюции благословил реформу миссионерского факультета ПСТГУ. Реформа позволит миссионерам, желающим принять священный сан, получать необходимую подготовку для будущего пастырского служения, которую дает только богословский факультет университета вместе с дополнительным образованием в ПСТБИ. Это значит, что отныне будут подготавливаться священники-миссионеры для больничного, тюремного и других социальных служений. Для этого на богословском факультете создается курирующая миссионерско-практический профиль по теологии кафедра миссиологии с профессорско-преподавательским составом и студентами кафедр миссиологии и религиоведения миссионерского факультета.
Кафедра туризма и отделение социальной работы с преподавателями и студентами переводятся на факультет социальных наук. <…> сокращения или ущемления миссионерской работы и подготовки при этом объединении факультетов не предусматривается.

Как отмечалось на сайте «Русская линия»: «О причинах реформы в заявлении ничего не сообщается. Однако, сейчас уже очевидно, что институт приходских миссионеров в современных условиях жизни нашей Церкви создать не удалось. На отдельных приходах миссионеры успешно работают, однако массовости это явление не получило».